# Eaux-Puiseaux
 Eaux-Puiseaux  là một xã ở tỉnh Aube, thuộc vùng Grand Est ở phía bắc miền trung nước Pháp.